# Kemco
Kemco Corporation (株式会社ケムコ Kabushikigaisha Kemuko?), a veces denominada como Kotobuki System Co., Ltd., es una empresa japonesa desarrolladora y distribuidora de videojuegos fundada en 1984 como filial de Kotobuki Engineering & Manufacturing Co., Ltd, con sede en Kure, Japón.
Kemco fue uno de los primeros licenciatarios de Nintendo y comenzó a fabricar juegos para la NES en 1985. En 2001 Kemco U.S.A, Inc. fue fundada como una subsidiaria de propiedad total de Kemco de Japón, dirigida especialmente a los mercados de Norteamérica y de la Región PAL.
Una de sus franquicias más conocidas es la serie Top Gear de Gremlin Graphics. También son conocidos por sus ports de los juegos de aventura MacVenture para consolas de Nintendo.

## Lista de juegos de Kemco

### 1980s
1985
Dough Boy
1986
Spy vs. Spy
Space Hunter
Toki no Tabibito -Time Stranger-
Electrician
1987
Nankoku Shirei!! Spy vs. Spy
Indora no Hikari
Superman
1988
Sanada Juu Yuushi
Déjà Vu (videojuego)
Ginga Eiyuu Densetsu
1989
Desert Commander
Shadowgate
The Bugs Bunny Crazy Castle/Roger Rabbit
Ghost Lion
Uninvited
Rescue: The Embassy Mission
Sword of Hope

### 1990s
1990
Rocket Ranger
The Bugs Bunny Birthday Blowout
Lagoon
Snoopy's Silly Sports Spectacular
Snoopy Magic Show
North & South
Ka-blooey
Nekojara Monogatari
1991
The Bugs Bunny Crazy Castle 2
Drakkhen
Sword of Hope
Dragon Wars
Lagoon
1992
Garfield Labyrinth
Track & Field
Top Gear
Spy vs. Spy (Game Boy)
Phalanx
Sword of Hope II
Kid Klown in Night Mayor World
Dr. Franken
Mickey's Dangerous Chase
1993
The Real Ghostbusters
The Blues Brothers
Mickey Mouse IV
First Samurai
X-Zone
Top Gear 2
1994
Super Troll Islands
Genocide 2
Dragon View
Kid Klown in Crazy Chase
Stone Protectors
Brutal
1995
Top Gear 3000
Prehistorik Man
Blackthorne
Virtual League Baseball
Prehistorik Man (Game Boy)
1996
Kid Klown in Crazy Chase 2: Love Love Hani Soudatsusen
1997
The Bombing Islands
Soreike!! Kid
Top Gear Rally
Bugs Bunny Collection
1998
Mickey Mouse: Magic Wands!
Knife Edge: Nose Gunner
Top Gear Overdrive
1999
Deja Vu I and II
Top Gear Pocket
Bugs Bunny: Crazy Castle 3
Twisted Edge Extreme Snowboarding
Shadowgate Classic
Charlie Blast's Territory
Shadowgate 64: Trials of the Four Towers
Spy vs. Spy (Game Boy Color)
Deja Vu I and II (Game Boy Color)
Catwoman (Game Boy Color)
Top Gear Pocket 2

### 2000s
2000
Bugs Bunny: Crazy Castle 4
Top Gear Rally 2
Top Gear Hyper-Bike
Daikatana
Tweety's High-Flying Adventure
Batman Beyond: Return of the Joker
Batman Beyond: Return of the Joker (Game Boy Color)
2001
Top Gear: Dare Devil
Top Gear GT Championship
Tweety & The Magic Gems
Phalanx
Mech Platoon
2002
Universal Studios Theme Parks Adventure
Egg Mania: Eggstreme Madness
Crazy Chase
Boulder Dash EX
Woody Woodpecker Crazy Castle 5
2003
Batman: Dark Tomorrow
Get: Boku no Mushitsu Kamaete
Top Gear Rally (Game Boy Advance)
2004
Rogue Ops
Yager
2005
Dai Senryaku VII: Modern Military Tactics
Top Gear RPM Tuning
Chicago Enforcer

## Videojuegos cancelados
The Arashi no Drift Rally - Ijoukishou o Tsuppashire
Flintstones in Viva Rock Vegas
Daikatana (Game Boy Color)
Taitou
Lobo (videojuego)
Batman: Dark Tomorrow (PS2)